# موراي غولدن
موراي غولدن (بالإنجليزية: Murray Golden)‏ هو مخرج أمريكي، ولد في 24 أكتوبر 1912 في نيويورك في الولايات المتحدة، وتوفي في 5 أغسطس 1991.

## وصلات خارجية
- موراي غولدن على موقع IMDb (الإنجليزية)
- موراي غولدن على موقع قاعدة بيانات الفيلم (الإنجليزية)